# مارتن بيبر
مارتن بيبر (بالألمانية: Martin Moritz Bieber)‏ هو عسكري ألماني، ولد في 10 نوفمبر 1900 في Bad Tabarz ‏ في ألمانيا، وتوفي في 19 أكتوبر 1974 في دوسلدورف في ألمانيا.